# 제1회 유럽 영화상
제1회 유럽 영화상의 시상식에 관한 내용이다.

## 수상 및 후보

### 유러피안 작품상
- 살인에 관한 짧은 필름 - 크지슈토프 키에슬로프스키 수상

### 유러피안 감독상
- 베를린 천사의 시 - 빔 벤더스 수상

### 유러피안 여우주연상
- 신경쇠약 직전의 여자 - 카르멘 마우라 수상

### 유러피안 남우주연상
- 정복자 펠레 - 막스 폰 시도우 수상

### 유럽영화아카데미 평생공로상
- 잉그마르 베르히만 수상
- 마르첼로 마스트로야니 수상

### 올해의 유럽영화 신인상
- 신경쇠약 직전의 여자 - 페드로 알모도바르 수상

### 베스트 신인상
- 정복자 펠레 - 펠레 베네가아르드 수상

### 베스트 장면상
- 굿바이 칠드런 - 루이 말 수상

### 심사위원특별상
- 마지막 황제 - 베르나르도 베르톨루치 수상
- 데이스 오브 이클립스 - Jurij Chanin 수상

### 올해의 여우조연상
- 베니싱 - 조한나 터 스티지 수상

### 올해의 남우조연상
- 베를린 천사의 시 - 커트 보이스 수상

### 유러피안 아카데미 우수상
- 리차드 아텐보로 수상